# 安聯里維耶拉球場
安聯蔚藍海岸（Allianz Riviera）是位於法國尼斯的一座球場。這座球場主要用來舉辦足球賽事和橄欖球賽事。球場可以容納35,624名觀眾。安聯里耶維拉球場在2013年9月22日開始啟用，是2016年歐錦賽的比賽場地之一。
2019年国际足联女足世界杯，该球场承办了6场比赛。球场还作为2024年巴黎奥运会足球比赛场馆之一。